# Das Versprechen (Dürrenmatt)

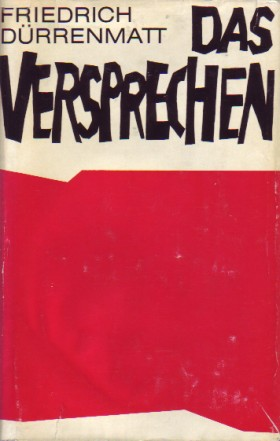
Cover der Erstausgabe

Das Versprechen (1958) ist ein Kriminalroman des Schweizer Autors Friedrich Dürrenmatt, der aus seiner Drehbuchvorlage zum Film Es geschah am hellichten Tag entstand. Dürrenmatt war mit dem Film und seinem Ende zwar zufrieden, aber nicht davon begeistert; auch stammte der Filmtitel nicht von ihm, seine Vorschläge waren abgelehnt worden. Er wollte jedoch die Geschichte jenseits ihrer pädagogischen Funktion weiterdenken: Während der Fokus im Film auf dem Verbrechen lag, liegt er in der Erzählung nun auf dem Ermittler. «Aus einem bestimmten Fall wurde der Fall des Detektivs, eine Kritik an einer der typischsten Gestalten des neunzehnten Jahrhunderts.»
Aus diesem Grund schrieb er auf der Grundlage seines eigenen Filmskripts den Roman Das Versprechen, den er im Untertitel als Requiem auf den Kriminalroman bezeichnete, da in und mit ihm die gängigen Regeln eines Krimis zur Diskussion gestellt werden. Während der menschlich-engagierte Kommissär Matthäi im Film mit seinen Ermittlungen Erfolg hat, scheitert er im Roman letztlich an einem Zufall.

## Inhalt
Der Kriminalroman teilt sich in eine Rahmenerzählung und eine Binnenerzählung.

### Rahmenerzählung (Anfang)
Der Ich-Erzähler, Verfasser von Kriminalromanen, hält in Chur einen Vortrag über seine Tätigkeit. Anschliessend begegnet er in einer Bar dem ehemaligen Chef der Kantonspolizei Zürich, Dr. H., der den gehaltenen Vortrag und seine Arbeit kritisiert, denn «in euren Romanen spielt der Zufall keine Rolle […]; die Wahrheit wird seit jeher von euch Schriftstellern den dramaturgischen Regeln zum Fraße hingeworfen». Dass alle Verbrecher ihre Strafe fänden, sei eine staatserhaltende Lüge: «Der Wirklichkeit ist mit Logik nur zum Teil beizukommen.»
Am nächsten Tag nimmt Dr. H. den Kriminalautor in seinem Auto mit nach Zürich. Auf ihrer Fahrt halten sie an einer Tankstelle, vor der ein nach Schnaps riechender Alter sitzt, «verblödet, erloschen». Dr. H. erzählt dem Autor daraufhin, während der Weiterfahrt und anschließend in der immer wieder erwähnten Kronenhalle, dessen Geschichte; es handle sich um den ehemaligen Kommissär Matthäi, einst sein «fähigster Mann».

### Binnenerzählung
Kurz bevor Kommissär Matthäi, von der Eidgenossenschaft nach Amman in Jordanien delegiert, abreisen soll, erhält er einen Telefonanruf des Hausierers von Gunten, der im (fiktiven) zürcherischen Mägendorf ein totes Mädchen im Wald gefunden hat. Es handelt sich um Gritli Moser, sie wurde mit einem Rasiermesser ermordet.
Als Matthäi den Eltern die traurige Nachricht überbringt, verspricht er der verzweifelten Mutter auf deren Drängen bei seiner Seligkeit, dass er den Mörder fassen werde. Die Mägendorfer sind derweil überzeugt, dass der Hausierer der Mörder sei, Matthäi kann die angespannte Situation knapp retten und den Hausierer in Polizeigewahrsam bringen, indem er den Bauern zusagt, wenn sie hier und jetzt genügend Beweise für von Guntens Schuld vorlegten, sollen sie über den Hausierer verfügen können. Darauf verstricken sich die Mägendorfer in offensichtliche Widersprüche und lassen die Polizei mit dem Hausierer abziehen. Der Staatsanwalt dazu gegenüber Matthäi: «Hoffentlich geben Sie nie ein Versprechen, das Sie einhalten müssen.»
Beim Besuch in der Dorfschule wird gerade der Choral So nimm denn meine Hände für Gritlis Beerdigung geprobt. Gritlis Freundin Ursula berichtet, Gritli habe von einem Riesen kleine Igel geschenkt bekommen. Die Lehrerin bezeichnet Gritli als ein sehr fantasievolles Kind.
Inzwischen bemerkt von Gunten, wegen Sittlichkeitsdelikten vorbestraft, dass niemand mehr an seine Unschuld glaubt. Schon vor Gritli Moser gab es zwei auf gleiche Art an ähnlich aussehenden Mädchen verübte Morde an Kindern, im Kanton St. Gallen und im Kanton Schwyz. Alle Indizien sprechen gegen ihn. Von Gunten wird in einem harten, 20-stündigen Dauerverhör durch zwei Polizeibeamte vernommen (Dr. H.: «Das war natürlich nicht erlaubt, aber wir von der Polizei können uns schließlich nicht immer nach den Vorschriften richten»). Als der Hausierer die Morde gesteht und sich in der Nacht darauf in der Zelle erhängt, gilt der Fall als abgeschlossen; Matthäi soll am nächsten Tag nach Jordanien abreisen.
Auf dem Weg zum Flughafen lässt Matthäi über Mägendorf fahren, wo gerade der Trauerzug für Gritli Moser abgehalten wird. Frau Moser bedankt sich bei Matthäi dafür, dass er sein Versprechen gehalten habe. Auf dem Flughafen sieht Matthäi aber winkende und lachende Kinder, flughafenbesuchende Schulklassen, er kehrt noch um, bevor er im Flieger ist. Dr. H. kann ihn aus politisch-diplomatischen Rücksichten nicht wieder einstellen, Matthäi, der nicht an die Schuld des toten Hausierers glaubt, muss in dem Fall privat weiter ermitteln.
Im Mägendorfer Schulhaus holt sich der mittlerweile rauchende und trinkende Matthäi eine Zeichnung von Gritli Moser, auf der ein kleines Mädchen von einem Riesen Igel erhält; weiter ist darauf ein Auto vermutlich amerikanischer Bauart und ein seltsames Tier mit Hörnern zu sehen. Matthäi bringt den mit der Polizei zusammen arbeitenden Psychiater – zu dem ihn aus anderen Gründen auch Dr. H. geschickt hat – dazu, die Zeichnung im Sinn von Matthäis Hypothese, dass Gritli eine Woche vor der Tat ihren Mörder gezeichnet habe, zu deuten. Es handle sich, da auch keine Vergewaltigung erfolgte, nicht um einen Lustmord, sondern um einen Racheakt an Frauen, der Täter sei vermutlich recht primitiv. Rätselhaft bleiben das Tier mit den Hörnern und die Igel. Der Psychiater spricht gegenüber Matthäi vom Wahnsinn als Methode: «Sie versuchen etwas Unmögliches.»
Matthäi übernimmt eine Tankstelle an der Strasse von Chur nach Zürich, bei ihm als Haushälterin sei die «stadtbekannte Dame» Heller. Erfolglos hatte Matthäi versucht, ein Mädchen aus einem Waisenhaus zu adoptieren. Der alarmierte Dr. H. sucht Matthäi auf, um eine Erklärung zu erhalten. Matthäi sagt, er fische – kriminalistische Arbeit. Die Bedeutung der Igel in der Kinderzeichnung sei ihm noch unklar, aber beim abgebildeten Tier handle es sich um den Steinbock des Bündner Nummernschildes des Täters. Von fischenden Kindern sei er darauf aufmerksam gemacht worden, dass man an einen Räuber wie die Forelle nur gelange, wenn Ort und Köder stimmten; dann brauche man nur noch Geduld. Dr. H. realisiert, dass die Tochter der Heller, Annemarie, Matthäi als Köder dient und dass die Tankstelle der richtige Ort ist: Damals gab es nur eine Strasse, die von Graubünden nach Zürich führte; würde der Täter irgendwann wieder einmal nach Zürich fahren, dann musste er zwangsläufig an dieser Tankstelle vorbeifahren. «Der Mann imponierte mir zwar, seine Methode war ungewöhnlich, hatte etwas Grandioses. Ich bewunderte ihn auf einmal […]; dennoch hielt ich sein Unternehmen für aussichtslos, das Risiko zu groß, die Gewinnchancen zu klein.»
«So wartete er denn. Unerbittlich, hartnäckig, leidenschaftlich.» Es vergehen viele Monate, Matthäi bindet das Mädchen mit Geschichten und Märchen an sich und hält sie so im Horizont der Strasse.
Plötzlich bleibt Annemarie von der Schule aus, er findet sie auf einer Lichtung mit einem Abfallhaufen. Sie warte auf einen Zauberer. Matthäi schenkt der Aussage wegen der Märchen und der Fantasie der Kleinen zuerst keine Aufmerksamkeit. Am nächsten Tag kommt Annemarie früher von der Schule zurück – tatsächlich hatte sie aber ganz frei (Heller: Lehrerkonferenz oder so). Matthäi nimmt die Witterung auf. In der Schule fehlte Annemarie in letzter Zeit öfters unentschuldigt. Er greift Annemarie auf, die schokoladeverschmierte Hände hat und ihn anlügt. Sie hat Schokoladentrüffel bei sich – die Igelchen von Gritli Mosers Zeichnung –, gibt ihm aber keine ehrliche Auskunft über deren Herkunft. Matthäi ist glücklich darüber, er erlaubt ihr, den Zauberer wiederzusehen.
Das Team von Dr. H. ist sofort überzeugt: «Es ging uns jetzt eigentlich nicht mehr um das Kind und nicht mehr um den Mörder, es ging uns um Matthäi, der Mann mußte recht behalten, an sein Ziel kommen, sonst geschah ein Unglück; wir fühlten es alle […].». Annemarie wird observiert, sie wartet offensichtlich auf jemanden, sitzt neben der Müllhalde im Wald und singt ununterbrochen das Lied Maria saß auf einem Stein. Nach einer Woche verliert der Staatsanwalt die Geduld und die Kontrolle über sich. Er schreit das Mädchen an, auf wen es warte. Da Annemarie keine Antwort gibt, fangen die entnervten Männer an, auf sie einzuschlagen (Dr. H.: «‹Wir sind Tiere, wir sind Tiere›, keuchte ich»).
In dem Moment erscheint Annemaries Mutter. Die Polizisten ziehen ab. Matthäi gibt aber nicht auf, arrangiert sich mit seiner Haushälterin. Sie und Annemarie bleiben bei der Tankstelle, Matthäi wartet weiter. Die Jahre vergehen, ohne dass weitere Morde geschehen.

### Rahmenerzählung (Schluss)
Dr. H.: «So nahm denn eben alles seinen Lauf ins Fatale, und das Resultat haben Sie ja auf unserer Fahrt selbst gesehen.» Die Wahrheit sei eben nicht wie in einem Kriminalroman oder in einem Film (Anspielungen auf Es geschah am hellichten Tag). Die wahre Pointe, die «banalste aller möglichen ‹Lösungen›» sei schäbig, mache Matthäi vorerst zum Genie, führe das Ganze dann aber ad absurdum: «Nichts ist grausamer als ein Genie, das über etwas Idiotisches stolpert.»
Eines Tages wird Dr. H. von einem Pfarrer ins Kantonsspital zu einer alten, sterbenden Frau gerufen. Diese berichtet kurz vor der Letzten Ölung umständlich von ihrer zweiten Ehe mit ihrem ehemaligen, mehr als 30 Jahre jüngeren Hausmeister und Gärtner «Albertchen» Schrott. Die Frau erzählt mit einer «ruhigen, sanften Stimme», «und es war nun wirklich, als erzählte sie zwei Kindern ein Märchen, in dem ja auch das Böse und das Absurde geschieht als etwas ebenso Wunderbares wie das Gute […].»
Albert sei immer mehr verstummt, eines Tages sei er sehr spät nach Hause gekommen und habe blutige Kleider und sein Rasiermesser gewaschen. Er habe ihr am nächsten Morgen den von ihr in der Zeitung entdeckten Mord an einem Mädchen in St. Gallen gestanden, später das Gleiche mit dem Mädchen in Schwyz – es sei jeweils eine Stimme vom Himmel gewesen, die ihm die Taten befohlen habe. Frau Schrott habe ihm gesagt, er dürfe das nicht mehr machen.
Dann beging er den dritten Mord an Gritli Moser: «‹Es war ein Mädchen im Kanton Zürich gewesen, auch mit einem roten Röcklein und gelben Zöpfen, nicht zu glauben, wie unvorsichtig die Mütter ihre Kinder kleiden.›» Sie habe Albert verboten, noch ein Mädchen (es handelte sich dabei um Annemarie Heller an Matthäis Tankstelle) zu töten. Albertchen sei daraufhin sehr zornig geworden und losgefahren, aber auf dem Weg zur Tat bei einem Verkehrsunfall mit einem Lastwagen umgekommen.
Dr. H. fährt darauf mit seiner Familie nach Chur, er macht Halt bei Matthäi und berichtet ihm das Vorgefallene, der ignoriert ihn aber. Im Café bestellt seine Frau Trüffel, die Dr. H. nicht isst.
Am Ende seiner Erzählung sagt Dr. H. zum Ich-Erzähler im Restaurant Kronenhalle: «Und nun, mein Herr, können Sie mit dieser Geschichte anfangen, was Sie wollen. Emma, die Rechnung.»

## Interpretation
Matthäi wird von seinen Kollegen auch als „Matthäi am letzten“ bezeichnet, eine Anspielung auf Matthias (Apostel), der nach der Apostelgeschichte erst nach dem Tode Judas’ als letzter der zwölf berufen wurde. «Ich warte, ich warte, er wird kommen, er wird kommen», die ersten Worte, die er im Roman spricht, spielen auf diesen Namen an.
Zur Zeit der Entstehung des Romans war „Matthäus am Letzten“ eine gebräuchliche Redewendung und stand synonym für „am Ende“ (das letzte Wort des Matthäus-Evangeliums in der Luther-Übersetzung ist „Ende“). Matthäi ist aus Sicht der Kollegen und aus Sicht Dürrenmatts „am Ende“.
Dürrenmatts Vorliebe für Sprachwitz zeigt sich in der Namensgebung des Mörders „Schrott“. Den Namen gibt er seiner Frau, der Zürcher Honoratiorentochter, weiter.
Das Lied Mariechen saß auf einem Stein sowie die Bildfelder der Farbe Rot und der Laubwald werden als Hinweise auf Kindesmissbrauch gewertet, die der Roman selbst nicht offen reflektiert.

## Wirkung
1967, zehn Jahre nach der Veröffentlichung des Kriminalromans und am Tage einer Preisverleihung seines Freundes Varlin (Willy Guggenheim) mischte sich Dürrenmatt in den von Emil Staiger ausgelösten Zürcher Literaturstreit ein. Hierbei wird insbesondere Das Versprechen von Günter Waldmann als ein verzerrtes Bild der Wirklichkeit kritisiert, «die Einführung des Zufalls als maßgebliche Instanz wird als verfälschtes Idealbild […]» dargestellt. Nach Wolfgang Pasche will Dürrenmatt zeigen, dass der Glaube der Detektivgeschichte an eine rational geordnete Welt heute anachronistisch ist.
Hellmuth Karasek sah in Das Versprechen einen ausgezeichneten Roman, der einen sehr realistischen Kriminalfall zeigt und der weder als Broterwerb noch mit einem Weltgericht spielt noch in die Schule von Friedrich Glauser, wie viele der anderen Kriminalromane von Dürrenmatt, geht. Insbesondere das Psychogramm des Täters empfindet er als geglückt und interessant. Nach Ulrich Greiner ist es zwar als Traktat zu sehen, aber mit einer starken Sprachgewalt.

## Buchausgaben
- Das Versprechen. Requiem auf den Kriminalroman. Arche, Zürich 1958 (Originalausgabe)
- Das Versprechen. Dtv, München 1978, ISBN 3-423-01390-7.
- Das Versprechen / Aufenthalt in einer kleinen Stadt. Diogenes, Zürich 1980, ISBN 3-257-23063-X (Werkausgabe 22)
- Das Versprechen. Diogenes, Zürich 1985, ISBN 3-257-22812-0.
- Das Versprechen. Süddeutsche Zeitung, München 2006, ISBN 3-86615-229-9 (Krimi-Bibliothek 5)

## Rezeption
Reclams Krimi-Lexikon urteilt über Dürrenmatt: „Seine Krimis folgen dem klassischen Schema, ragen aber durch Ironie, Zynismus sowie gesellschaftskritische bzw. philosophische Ansätze weit über das im Genre Übliche hinaus.“ Reclams Kriminalromanführer weist auf einen Vorläufer hin: „Das Plot hatte er wohl im wenige Jahre früher erschienenen Simenon-Roman Maigret tend un piège (1955) gefunden.“ Irene Beissmann benennt in ihrer Untersuchung beider Romane eine Ähnlichkeit von Täter und Motiv, dem pathologischen Verhältnis zu Frauen, wie auch dem zentralen Handlungselement, der Falle, die der Kommissar dem Mörder stellt und in der er einen „Köder“ auslegt. In beiden Romanen geht ein Gespräch zwischen dem Kommissar und dem Leiter einer Nervenheilanstalt voraus, in denen der Täter als Opfer betrachtet wird.

## Filme
- 1958: Es geschah am hellichten Tag – Drehbuch und Film als Ausgangslage des Romans, nicht seine Verfilmung

### Verfilmungen
- 1979: Das Versprechen (La promessa, italienischer TV-Spielfilm von Alberto Negrin)
- 1990: Szürkület (deutsch etwa «Dämmerung», ungarischer Spielfilm von György Fehér)
- 1996: Tod im kalten Morgenlicht (The Cold Light of Day, englischer Spielfilm, Regie: Rudolf van den Berg)
- 1997: Es geschah am hellichten Tag (deutscher TV-Spielfilm, Buch: Bernd Eichinger, Regie: Nico Hofmann)
- 2001: Das Versprechen (The Pledge, Regie: Sean Penn)

## Hörspielbearbeitung
- 1996: Das Versprechen – Bearbeitung und Regie: Walter Baumgartner (DRS/SFB; Länge: ca. 244 Minuten)

Es sprachen U. a.: Franz Matter (Matthäi), Janet Haufler (Frau Heller), Christine Hubacher (Frau Moser), Werner Panzer (Henzi) und Mileva Demenga (Ursula).
Quelle: HörDat, die Hörspieldatenbank

## Dramatisierungen
- Das Versprechen, Adaption von Armin Petras (2005, Thalia Theater Hamburg)
- Das Versprechen, Adaption von Gerhard Meister (2007, Luzerner Theater)
- Das Versprechen, Adaptio von Lars Helmer (2008, Landestheater Burghofbühne Dinslaken)
- Das Versprechen, Adaption von Markus Keller (2009, Das Theater an der Effingerstrasse, Bern)
- Das Versprechen, Adaption von Daniela Löffner (2011, Schauspielhaus Zürich)
- Das Versprechen, Adaption von Antje Thoms (2013, Deutsches Theater Göttingen)
- Das Versprechen, Adaption von Dominic Friedel (2021, Nationaltheater Mannheim)